# Лёгкая атлетика на летних Олимпийских играх 2012
Соревнования по лёгкой атлетике на летних Олимпийских играх 2012 проходили с 3 по 12 августа. Были разыграны 47 комплектов наград (24 у мужчин и 23 у женщин). В лёгкой атлетике разыгрывалось наибольшее количество комплектов наград на лондонской Олимпиаде. В соревнованиях приняли участие 2080 легкоатлетов (1088 мужчин и 992 женщины) из 201 страны мира. Самый молодой участник — Кристина Льовера из Андорры, самый пожилой участник — Александр Дриголь.
На Играх в Лондоне в лёгкой атлетике сразу несколько стран выиграли свои первые в истории олимпийские награды во всех видах спорта: Гренада (золото Кирани Джеймса на 400 м), Ботсвана (серебро Найджела Амоса на 800 м), Бахрейн (бронза Мариам Юсуф Джамал на 1500 м), Гватемала (серебро Эрика Баррондо в ходьбе на 20 км).
В женском толкании ядра победила Надежда Остапчук из Белоруссии, и ей была вручена золотая медаль, но на следующий день после закрытия Игр на сайте МОК появилась информация, что Остапчук не прошла допинг-тест и лишается награды, таким образом золото перешло к олимпийской чемпионке Пекина в этом виде Валери Адамс из Новой Зеландии.
В мае 2014 года стало известно, что участник эстафетной сборной США 4×100 м Тайсон Гэй нарушил антидопинговые правила, и его результат на Олимпийских играх должен быть аннулирован. МОК лишил сборную США серебряных наград и перераспределил медали в 2015 году. Серебро перешло к Тринидаду и Тобаго, а бронзу получили французы.
В 2015 году национальными легкоатлетическими федерациями были дисквалифицированы и лишены золотых наград победительницы в беге на 1500 метров (Аслы Альптекин из Турции) и 3000 метров с/п (Юлия Зарипова из России). По состоянию на конец 2015 года МОК не принял официальных решений по данным вопросам. В случае подтверждения решения о дисквалификации Юлии Зариповой золото перейдет к туниске Хабибе Гриби, серебро — к эфиопке Софии Ассефа, бронза — к кенийке Милке Чейва. В случае подтверждения решения о дисквалификации Аслы Альптекин золото перейдет к турчанке Гамзе Булут, серебро — к спортсменке из Бахрейна Мариам Юсуф Джамал, а бронза — к россиянке Татьяне Томашовой.
В результате расследования независимой комиссии WADA в ноябре 2015 года был опубликован отчёт, в котором рекомендовано пожизненно дисквалифицировать призёров лондонской Олимпиады на дистанции 800 метров Марию Фарносову (Савинову) и Екатерину Поистогову, а также аннулировать ряд их результатов, включая Олимпийские игры. Окончательное решение по этому вопросу будет принято позднее.

## Медали

### Общий зачёт
(Жирным выделено самое большое количество медалей в своей категории; принимающая страна также выделена)
| Общее количество медалей |                          |        |         |        |       |
| Место                    | Страна                   | Золото | Серебро | Бронза | Всего |
| 1                        | США                      | 11     | 10      | 7      | 28    |
| 2                        | Ямайка                   | 4      | 5       | 4      | 13    |
| 3                        | Великобритания           | 4      | 2       | 0      | 6     |
| 4                        | Эфиопия                  | 3      | 2       | 3      | 8     |
| 5                        | Кения                    | 2      | 4       | 7      | 13    |
| 6                        | Китай                    | 2      | 4       | 4      | 10    |
| 7                        | Австралия                | 2      | 1       | 0      | 3     |
| 8                        | Польша                   | 2      | 0       | 0      | 2     |
| 9                        | Германия                 | 1      | 5       | 2      | 8     |
| 10                       | Россия                   | 1      | 3       | 2      | 6     |
| 11                       | Тринидад и Тобаго        | 1      | 1       | 2      | 4     |
| 12                       | Франция                  | 1      | 1       | 1      | 3     |
| 12                       | Чехия                    | 1      | 1       | 1      | 3     |
| 13                       | Доминиканская Республика | 1      | 1       | 0      | 2     |
| 15                       | Хорватия                 | 1      | 0       | 0      | 1     |
| 15                       | Казахстан                | 1      | 0       | 0      | 1     |
| 15                       | Венгрия                  | 1      | 0       | 0      | 1     |
| 15                       | Гренада                  | 1      | 0       | 0      | 1     |
| 15                       | Алжир                    | 1      | 0       | 0      | 1     |
| 15                       | Багамские Острова        | 1      | 0       | 0      | 1     |
| 15                       | Уганда                   | 1      | 0       | 0      | 1     |
| 15                       | Новая Зеландия           | 1      | 0       | 0      | 1     |
| 15                       | Тунис                    | 1      | 0       | 0      | 1     |
| 15                       | ЮАР                      | 1      | 0       | 0      | 1     |
| 15                       | Бахрейн                  | 1      | 0       | 0      | 1     |
| 26                       | Куба                     | 0      | 1       | 2      | 3     |
| 27                       | Гватемала                | 0      | 1       | 0      | 1     |
| 27                       | Финляндия                | 0      | 1       | 0      | 1     |
| 27                       | Колумбия                 | 0      | 1       | 0      | 1     |
| 27                       | Словения                 | 0      | 1       | 0      | 1     |
| 27                       | Иран                     | 0      | 1       | 0      | 1     |
| 27                       | Ботсвана                 | 0      | 1       | 0      | 1     |
| 27                       | Канада                   | 0      | 1       | 0      | 1     |
| 27                       | Катар                    | 0      | 1       | 0      | 1     |
| 35                       | Украина                  | 0      | 0       | 3      | 3     |
| 36                       | Япония                   | 0      | 0       | 1      | 1     |
| 36                       | Пуэрто-Рико              | 0      | 0       | 1      | 1     |
| 36                       | Эстония                  | 0      | 0       | 1      | 1     |
| 36                       | Марокко                  | 0      | 0       | 1      | 1     |
| 36                       | Италия                   | 0      | 0       | 1      | 1     |
| 36                       | Ирландия                 | 0      | 0       | 1      | 1     |
| 36                       | Литва                    | 0      | 0       | 1      | 1     |
| 36                       | Испания                  | 0      | 0       | 1      | 1     |

### Медалисты

#### Мужчины
| Дисциплина                    | Золото                                                                                            | Серебро                                                                                        | Бронза                                                                                          |
| 100 метров                    | Усэйн Болт — 9,63 OR Ямайка                                                                       | Йохан Блейк — 9,75 Ямайка                                                                      | Джастин Гэтлин — 9,79 США                                                                       |
| 200 метров                    | Усэйн Болт — 19,32 Ямайка                                                                         | Йохан Блейк — 19,44 Ямайка                                                                     | Уоррен Уир — 19,84 Ямайка                                                                       |
| 400 метров                    | Кирани Джеймс — 43,94 NR Гренада                                                                  | Лугелин Сантос — 44,46 Доминиканская Республика                                                | Лалонде Гордон — 44,52 Тринидад и Тобаго                                                        |
| 800 метров                    | Дэвид Рудиша — 1.40,91 WR Кения                                                                   | Найджел Амос — 1.41,73 NR WJR Ботсвана                                                         | Тимоти Китум — 1.42,53 Кения                                                                    |
| 1500 метров                   | Тауфик Махлуфи — 3.34,08 Алжир                                                                    | Леонель Манзано — 3.34,79 США                                                                  | Абдалаати Игидер — 3.35,13 Марокко                                                              |
| 5000 метров                   | Мо Фара — 13.41,66 Великобритания                                                                 | Деджен Гебремескель — 13.41,98 Эфиопия                                                         | Томас Лонгосива — 13.42,36 Кения                                                                |
| 10000 метров                  | Мо Фара - 27.30,42 Великобритания                                                                 | Гален Рапп - 27.30,90 США                                                                      | Тарику Бекеле - 27.31,43 Эфиопия                                                                |
| Марафон                       | Стивен Кипротич - 2:08.01 Уганда                                                                  | Абель Кируи - 2:08.27 Кения                                                                    | Уилсон Кипсанг Кипротич - 2:09.37 Кения                                                         |
| 110 метров с барьерами        | Арис Мерритт - 12,92 США                                                                          | Джейсон Ричардсон - 13,04 США                                                                  | Хансл Парчмент - 13,12 NR Ямайка                                                                |
| 400 метров с барьерами        | Феликс Санчес - 47,63 Доминиканская Республика                                                    | Майкл Тинсли - 47,91 США                                                                       | Хавьер Кульсон - 48,10 Пуэрто-Рико                                                              |
| 3000 метров с препятствиями   | Эзекиль Кембои - 8.18,56 Кения                                                                    | Махидин Мехисси-Бенаббад - 8.19,08 Франция                                                     | Абель Мутаи - 8.19,73 Кения                                                                     |
| Эстафета 4×100 метров         | Ямайка — 36,84 WR OR · Усэйн Болт · Йохан Блейк · Майкл Фрэйтер · Неста Картер · Кемар Бэйли-Коул | Тринидад и Тобаго — 38,12 · Марк Бернс · Кестон Бледмен · Эммануэль Каллендер · Ричард Томпсон | Франция — 38,16 · Джимми Вико · Кристоф Леметр · Пьер-Алексис Пессонно · Рональд Поньон         |
| Эстафета 4×400 метров         | Багамские Острова — 2.56,72 · Крис Браун · Деметриус Пиндер · Майкл Мэтью · Рамон Миллер          | США — 2.57,05 · Тони Маккей · Джошуа Мэнс · Бришон Неллум · Энджело Тейлор · Мантео Митчелл    | Тринидад и Тобаго — 2.59,40 · Аде Аллейн-Форте · Лалонде Гордон · Деон Лендор · Джаррин Соломон |
| Ходьба на 20 километров       | Чэнь Дин - 1:18.46 OR Китай                                                                       | Эрик Баррондо - 1:18.57 Гватемала                                                              | Ван Чжэнь - 1:19.25 Китай                                                                       |
| Ходьба на 50 километров       | Джаред Таллент - 3:36.53 OR Австралия                                                             | Сы Тяньфэн - 3:37.16 Китай                                                                     | Роберт Хеффернан - 3:37.54 Ирландия                                                             |
| Прыжки в длину                | Грег Разерфорд - 8,31 Великобритания                                                              | Митчелл Уатт - 8,16 Австралия                                                                  | Уилл Клэй - 8,12 США                                                                            |
| Тройной прыжок                | Кристиан Тейлор - 17,81 США                                                                       | Уилл Клэй - 17,62 США                                                                          | Фабрицио Донато - 17,48 Италия                                                                  |
| Прыжки в высоту см. подробнее | Эрик Кинард — 2,33 США                                                                            | Дерек Друэн — 2,29 Канада                                                                      | не вручалась                                                                                    |
| Прыжки в высоту см. подробнее | Эрик Кинард — 2,33 США                                                                            | Мутаз Эсса Баршим — 2,29 Катар                                                                 | не вручалась                                                                                    |
| Прыжки в высоту см. подробнее | Эрик Кинард — 2,33 США                                                                            | Роберт Грабарз — 2,29 Великобритания                                                           | не вручалась                                                                                    |
| Прыжки с шестом               | Рено Лавиллени - 5,97 OR Франция                                                                  | Бьёрн Отто - 5,91 Германия                                                                     | Рафаэль Хольцдеппе - 5,91 Германия                                                              |
| Толкание ядра                 | Томаш Маевский - 21,89 Польша                                                                     | Давид Шторль - 21,86 Германия                                                                  | Риз Хоффа - 21,23 США                                                                           |
| Метание диска                 | Роберт Хартинг - 68,27 Германия                                                                   | Эхсан Хаддади - 68,18 Иран                                                                     | Герд Кантер - 68,03 Эстония                                                                     |
| Метание молота                | Кристиан Парш - 80,59 Венгрия                                                                     | Примож Козмус - 79,36 Словения                                                                 | Кодзи Мурофуси - 78,71 Япония                                                                   |
| Метание копья                 | Кешорн Уолкотт — 84,58 м NR Тринидад и Тобаго                                                     | Антти Руусканен — 84,12 м Финляндия                                                            | Витезслав Веселый — 83,34 м Чехия                                                               |
| Десятиборье                   | Эштон Итон — 8869 очков США                                                                       | Трей Харди — 8671 очко США                                                                     | Леонель Суарес — 8523 очка Куба                                                                 |

#### Женщины
| Дисциплина                  | Золото | Серебро | Бронза                                                                              |
| 100 метров                  | Шэлли-Энн Фрейзер-Прайс — 10,75 Ямайка                                                                                 | Кармелита Джетер — 10,78 США | Вероника Кэмпбелл-Браун — 10,81 Ямайка                                              |
| 200 метров                  | Эллисон Феликс — 21,88 США                                                                                             | Шэлли-Энн Фрейзер-Прайс — 22,09 Ямайка | Кармелита Джетер — 22,14 США                                                        |
| 400 метров                  | Саня Ричардс-Росс — 49,55 США                                                                                          | Кристин Охуруогу — 49,70 Великобритания | Диди Троттер — 49,72 США                                                            |
| 800 метров                  | Кастер Семеня — 1.57,23 ЮАР                                                                                            | Екатерина Поистогова — 1.57,53 Россия | Памела Джелимо — 1.57,59 Кения                                                      |
| 1500 метров                 | Мариам Юсуф Джамал — 4.10,74 Бахрейн                                                                                   | Татьяна Томашова — 4.10,90 Россия | Абеба Арегави — 4.11,03 Эфиопия                                                     |
| 5000 метров                 | Месерет Дефар — 15.04,25 Эфиопия                                                                                       | Вивиан Черуйот — 15.04,73 Кения | Тирунеш Дибаба — 15.05,15 Эфиопия                                                   |
| 10000 метров                | Тирунеш Дибаба — 30.20,75 Эфиопия                                                                                      | Салли Кипьего — 30.26,37 Кения | Вивиан Черуйот — 30.30,44 Кения                                                     |
| Марафон                     | Тики Гелана — 2:23.07 OR Эфиопия                                                                                       | Приска Джепту — 2:23.12 Кения | Татьяна Петрова-Архипова — 2:23.29 Россия                                           |
| 100 метров с барьерами      | Салли Пирсон — 12,35 OR Австралия                                                                                      | Доун Харпер — 12,37 США | Келли Уэллс — 12,48 США                                                             |
| 400 метров с барьерами      | Лашинда Димус — 52,77 США                                                                                              | Зузана Гейнова — 53,38 Чехия | Калиса Спенсер — 53,66 Ямайка                                                       |
| 3000 метров с препятствиями | Хабиба Гриби — 9.08,37 NR Тунис                                                                                        | София Ассефа — 9.09,84 Эфиопия | Милка Чейва Кения                                                                   |
| Эстафета 4×100 метров       | США — 40,82 WR · Тианна Мэдисон · Эллисон Феликс · Бьянка Найт · Кармелита Джетер · Дженеба Тармо · Лорин Уильямс      | Ямайка — 41,41 NR · Шэлли-Энн Фрейзер-Прайс · Шерон Симпсон · Вероника Кэмпбелл-Браун · Керрон Стюарт · Саманта Хенри-Робинсон · Шиллони Кэлверт | Украина — 42,04 NR · Олеся Повх · Кристина Стуй · Мария Ремень · Елизавета Брызгина |
| Эстафета 4×400 метров       | США — 3.16,87 · Франсена Маккорори · Саня Ричардс-Росс · Диди Троттер · Эллисон Феликс · Кешья Бейкер · Даймонд Диксон | Ямайка — 3.20,95 · Кристин Дэй · Розмари Вайт · Новлен Уильямс · Шерика Уильямс · Шерифа Ллойд                                                   | Украина — 3:23,57 · Алина Логвиненко · Ольга Земляк · Анна Ярощук · Наталья Пигида  |
| Ходьба на 20 километров     | Цеян Шэньцзе — 1:25:16 OR Китай                                                                                        | Лю Хун — 1:26:00 Китай | Люй Сючжи — 1:27:10 Китай                                                           |
| Прыжки в длину              | Бриттни Риз - 7,12 США                                                                                                 | Елена Соколова - 7,07 Россия | Дженей Делоач - 6,89 США                                                            |
| Тройной прыжок              | Ольга Рыпакова - 14,98 Казахстан                                                                                       | Катерин Ибаргуэн - 14,80 Колумбия | Ольга Саладуха - 14,79 Украина                                                      |
| Прыжки в высоту             | Анна Чичерова - 2,05 Россия                                                                                            | Бриджитта Барретт - 2,03 США | Рут Бейтиа - 2,00 Испания                                                           |
| Прыжки с шестом             | Дженнифер Сур - 4,75 США                                                                                               | Ярислей Сильва - 4,75 NR Куба | Елена Исинбаева - 4,70 Россия                                                       |
| Толкание ядра               | Валери Адамс - 20,70 Новая Зеландия                                                                                    | Гун Лицзяо - 20,22 Китай | Ли Лин — 19,63 м Китай                                                              |
| Метание диска               | Сандра Перкович - 69,11 NR Хорватия                                                                                    | Ли Яньфэн - 67,22 Китай | Ярелис Барриос - 66,38 Куба                                                         |
| Метание молота              | Анита Влодарчик — 77,60 м Польша                                                                                       | Бетти Хайдлер — 77,13 м Германия | Чжан Вэньсю — 76,34 м Китай                                                         |
| Метание копья               | Барбора Шпотакова - 69,55 Чехия                                                                                        | Кристина Обергфёлль - 65,16 Германия | Линда Шталь - 64,91 Германия                                                        |
| Семиборье                   | Джессика Эннис — 6955 очков Великобритания                                                                             | Лилли Шварцкопф — 6649 очков Германия | Аустра Скуйите — 6599 очков Литва                                                   |

## Спортивные объекты
| Олимпийский стадион      | Мэлл                                       |
| ------------------------ | ------------------------------------------ |
| Стадион в июне 2011 года | Улица Мэлл в апреле 2011 года              |
| Вместимость: 80 000      | Старт и финиш спортивной ходьбы и марафона |

### Комментарии
1. ↑  Изначально серебряную медаль выиграла россиянка Ольга Каниськина[13]. В январе 2015 года стало известно, что допинг-пробы Каниськиной в период с 2009 по 2012 годы дали положительный результат[14]. В июне 2020 года произошло перераспределение олимпийских медалей[15]. В 2022 году была дисквалифицирована за допинг и Елена Лашманова, занявшая первое место. В 2023 году МОК перераспределил награды, все три медали в октябре 2023 года были вручены китайским легкоатлеткам